# Annabelle: Ác quỷ trở về
Annabelle: Ác quỷ trở về (tiếng anh: Annabelle Comes Home) là một bộ phim kinh dị siêu nhiên của Mỹ năm 2019 do Gary Dauberman đạo diễn, trong tác phẩm đầu tay của ông, từ kịch bản của Dauberman và một câu chuyện của Dauberman và James Wan, người cũng đóng vai trò là nhà sản xuất với Peter Safran. Nó đóng vai trò là phần tiếp theo của Annabelle 2014 và Annabelle: Creation năm 2017, và là phần thứ bảy trong Vũ trụ kinh dị Conjuring. Phim có sự tham gia của Mckenna Grace, Madison Iseman và Katie Sarife, cùng với Patrick Wilson và Vera Farmiga, đảm nhận vai trò của họ là Ed và Lorraine Warren.
Annabelle Comes Home đã được phát hành tại Hoa Kỳ vào ngày 26 tháng 6 năm 2019. Bộ phim nhận được nhiều ý kiến trái chiều từ các nhà phê bình và đã thu về 228,6 triệu đô la trên toàn thế giới.

## Nội dung
Các nhà quỷ học Ed và Lorraine Warren đã tịch thu búp bê Annabelle từ các y tá Debbie và Camilla, những người cho rằng búp bê thường thực hiện các hoạt động bạo lực trong căn hộ của họ. Trong quá trình lái xe trở về nhà, con búp bê triệu tập tinh thần để tấn công Ed, nhưng anh ta vẫn sống sót trong gang tấc. Annabelle bị nhốt trong hộp kính thiêng trong phòng tạo tác của cặp vợ chồng được Cha Gordon ban phước để đảm bảo chứa đựng tà ác.
Một thời gian sau, Warlings chào đón Mary Ellen, người sẽ chịu trách nhiệm trông trẻ con gái của họ, Judy, tại nhà trong khi họ đi qua đêm để điều tra một trường hợp khác. Ở trường, Judy nhận thấy tinh thần của một linh mục bắt đầu theo cô. Bạn của Mary Ellen, Daniela, không mời đến nhà của Warlings, người đang bí mật tò mò về việc nói chuyện với người chết. Cô lẻn vào phòng hiện vật và bắt đầu kiểm tra chúng, cuối cùng cố gắng liên lạc với người cha quá cố của mình. Cô đột ngột để chiếc hộp kính của Annabelle được mở khóa, và nỗi kinh hoàng bắt đầu ngay sau đó với linh hồn của Annabelle "Bee" Mullins được giải phóng. Đêm đó, Annabelle bắt đầu giải phóng tinh thần khác, chẳng hạn như những người lái đò, các cô dâu, một Feeley Meeley bảng trò chơi, và Đen vỏ đậu.
Người tình của Mary Ellen, Bob Palmeri đến bên ngoài và thanh trừng cô, nhưng sau đó bị Black Shuck tấn công và trốn trong sân sau của Warlings. Mary Ellen bị hành hạ bởi Người lái đò, trong khi Judy phải đối mặt với Annabelle trong phòng ngủ của cô. Daniela đã rời đi trước đó, nhưng lẻn trở lại để trả lại chìa khóa của phòng hiện vật. Cô bị nhốt trong phòng và bị hành hạ bởi nhiều đồ vật khác nhau, chẳng hạn như đàn piano và một chiếc tivi cũ có thể dự đoán tương lai gần. Cô tìm thấy Vòng tay của Mourner và thấy cha mình bị biến thành một linh hồn độc ác. Một Daniela đẫm máu và la hét xuất hiện trên màn hình tivi sau khi trả lời điện thoại bị nguyền rủa. Daniela thực sự sau đó vô tình đưa tay ra để trả lời điện thoại, nhưng bị Judy và Mary Ellen cắt ngang.
Judy giải thích rằng họ phải khóa Annabelle trong trường hợp của cô một lần nữa để các linh hồn khác sẽ nghỉ ngơi. Bob bảo vệ Judy khỏi Black Shuck khi cô lấy thuốc hít hen suyễn của Mary Ellen, trong khi Daniela bị Cô dâu tấn công và chiếm hữu. Cuối cùng, Mary Ellen và Judy tìm thấy con búp bê khi linh hồn của linh mục, đóng vai trò là người bảo vệ của Judy, hướng dẫn họ đến Người lái đò. Họ tìm cách lấy chìa khóa của chiếc hộp kính sau khi họ bị tấn công bởi bàn tay quỷ từ trò chơi trên bảng Feeley Meeley và một Daniela bị chiếm hữu, nhưng đấu tranh để bảo vệ vụ án khi con quỷ của con búp bê tấn công họ. Daniela hồi phục khi Judy đóng những thước phim được ghi lại của Ed về phép trừ tà của cô dâu và giúp thay thế con búp bê. Sau khi vụ án được khóa, sự xáo trộn chấm dứt khi các linh hồn trở lại giấc ngủ của họ, và Bob tái hợp với bộ ba.
Ed và Lorraine trở lại vào sáng hôm sau và các cô gái tiếp cận họ để kể lại đêm đầy sự kiện. Daniela xin lỗi Lorraine, người đã gửi cho cô một tin nhắn an ủi từ cha cô. Sau đó, nhiều người bạn tụ tập để ăn mừng bữa tiệc sinh nhật của Judy.}

## Vai diễn
- Mckenna Grace trong vai Judy Warren
- Madison Iseman trong vai Mary Ellen
- Katie Sarife trong vai Daniela Rios
- Patrick Wilson trong vai Ed Warren
- Vera Farmiga trong vai Lorraine Warren
- Stephen Blackehart trong vai Thomas
- Steve Coulter trong vai Father Gordon
- Samara Lee trong vai Annabelle "Bee" Mullins
- Brittany Hoza vai Young Woman in Car
- Joana Bartling vai The Flashback Bride
- James William Ballard vai Parents At School
- Kenzie Caplan vai Nurse#1
- Sheila McKellan vai Cemetery Ghost
- Sade Katarina vai Nurse#2
- Eddie J. Fernandez vai Truck Driver
- Luca Luhan vai Anthony Rios
- Anthony Wemyss vai Darling Dad
- Michael Patrick McGill vai Cop

## Sản xuất

### Phát triển
Tháng 4 năm 2018, Warner Bros. thông báo ngày 3 tháng 7 năm 2019 là thời gian phát hành một bộ phim mới, mà không nêu rõ đó là tên phim gì trong nhượng quyền thương mại Vũ trụ The Conjuring. Tháng sau, nó được xác định là nằm trong series phim Annabelle, với Gary Dauberman giám sát kịch bản và đạo diễn, được dựa trên một câu truyện của Dauberman và James Wan. Wan và Peter Safran cùng nhau phát triển dự án này.
Ở San Diego Comic-Con 2018, James Wan và Peter Safran chỉ rằng sự kiện của bộ phim diễn ra sau Annabelle và sẽ giữ con búp bê lại vào một tủ kính trong phòng hiện vật của Ed và Lorraine Warren. Gary Dauberman sau đó xác nhận bối cảnh sẽ lấy sau phần mở đầu Ám ảnh kinh hoàng, khi mà Annabella được giới thiệu.
Ngày 5 tháng 9 năm 2018, Michael Burgess được thuê làm người quay phim. Vào 30 tháng 3 năm 2019, Kirk Morri được thuê làm người dựng phim.

### Vai diễn
Cuối tháng 9 năm 2018, Mckenna Grace được chọn diễn vai Judy Warren, cô con gái 10 tuổi của nhà Warren, Madison Iseman sẽ có vai là Daniela, người trông trẻ của Judy. Đến tháng 10, Katie Sarife, sau đó có thông báo rằng Patrick Wilson và Vera Farmiga sẽ trở lại với vai cũ của họ là Ed và Lorraine Warren.

### Quay phim
Việc quay phim bắt đầu vào ngày 18 tháng 10 năm 2018 ở Los Angeles. Ngày 7 tháng 12, Patrick Wilson thông báo rằng đã xong các cảnh trong bộ phim. Quay phim hoàn thành vào ngày 14 tháng 12.

## Âm nhạc
Tháng 2 năm 2019, Joseph Bishara, người từng soạn nhạc cho Ám ảnh kinh hoàng, Annabelle, Ám ảnh kinh hoàng 2 và Mẹ ma than khóc La Llorona đã trở lại để soạn nhạc cho Annabelle: Ác quỷ trở về.

## Tiếp thị
Ngày 15 tháng 3 năm 2019, New Line Cinema ra mắt một video để giới thiệu tên phim. Trailer đầu tiên của bộ phim được phát vào ngày 30 tháng 3 năm 2019.

## Phát hành
Bộ phim được lên kế hoạch phát hành vào 28 tháng 6 năm 2019 bởi Warner Bros. Pictures và New Line Cinema. Nó còn được lên kế hoạch phát hành vào ngày khác là 3 tháng 7 năm 2019.